# Ежевица (остановочный пункт)
Ежевица — остановочный пункт на железнодорожной линии Смоленск — Сухиничи. Предназначен для остановки пригородных поездов. Расположен в селе Ежевица Смоленской области.

## Пригородные поезда[1]
| № поезда  | Маршрут           | № поезда  | Маршрут           |
| --------- | ----------------- | --------- | ----------------- |
| 6372/6374 | Фаянсовая — Ельня | 6376/6378 | Ельня — Фаянсовая |